# Astragalus bornmuellerianus
Astragalus bornmuellerianus är en ärtväxtart som beskrevs av Boris Fedtjenko. Astragalus bornmuellerianus ingår i släktet vedlar, och familjen ärtväxter. Inga underarter finns listade i Catalogue of Life.